# 佐久総合運動公園陸上競技場
佐久総合運動公園陸上競技場（さく・そうごううんどうこうえん・りくじょうきょうぎじょう）は、長野県佐久市の佐久総合運動公園内にある陸上競技場。球技場としても使用される。施設は佐久市が所有し、佐久市教育委員会体育課が運営管理を行っている。

## 概要
同公園は2000年から整備を開始し、市民が幅広く利用できる総合スポーツレクリエーション施設づくりを進めており、陸上競技場の建設はその中心軸となっている。

## 施設
- 日本陸上競技連盟第2種公認競技場[1]（東信州地域では初）、全天候型ウレタン塗装[1]
- 1周400m×9レーン、投擲コース、跳躍コース、天然芝グラウンド（サッカー・ラグビー球技場としても利用可能　105m×68m）
- 収容人員　9500人（メインスタンド一部屋根付きの座席、バック・コーナースタンド芝生席）
- 照明設備　200ルクス（Jリーグの開催基準1500ルクスに満たないため、Jリーグでのナイター開催は不可。ただし当初はJリーグ開催基準を満たすものが計画されていた）
- 補助競技場　300m×6レーン 全天候型、天然芝グラウンド
- クロスカントリーコース　当初は1周2420mで散策路・ジョギングコースと併用する予定だったが、構成を見直し、散策路とは切り離したクロカン専用の1200mコースとして車道との平面交差を回避するコースにした

## その他
長野市などをホームタウンとするAC長野パルセイロおよびAC長野パルセイロ・レディースが2013年より当競技場を準本拠地と位置付ける協定を佐久市と結んだ。
これは本来本拠地とすべき南長野運動公園総合球技場がJリーグクラブライセンス制度に則るJリーグ ディビジョン2加盟相当に必要な1万人以上収容規模のスタジアムの規格を満たすための工事を2013年夏から実施し閉鎖されることによるもので、男子チームは南長野球技場の改修が完了する2014年度まで暫定的に本拠地として使用（その後はスペック規定の関係で公式戦では使用せず）、女子については南長野との併用で使用している。
JリーグではJリーグクラブライセンス制度に則ったスタジアム要件の審査を行っており、2013年9月17日の理事会で、当競技場がJ3開催要件（原則5000人程度収容のスタジアム、かつ主催試合80%以上開催できるなど）を満たしているとして、当スタジアムを承認。2014年度のJ3加盟が実現した場合の本拠地としての使用が可能となった。 なお2014年のJリーグ入会に際し、パルセイロは長野市を含む15市町村を本拠地として登録したが、佐久市についてはこの入会発表に際してホームタウンエリアには含まれていなかった。その後2016年6月にホームタウンエリアに追加（2017年3月以後は「長野市など長野県北部の16市町村を中心とする全県」に変更）された。

## 開催された主なイベント・大会
- アルティスタ浅間のホームゲーム
- AC長野パルセイロ、AC長野パルセイロ・レディースのホームゲーム
- 天皇杯 JFA 全日本サッカー選手権大会
- 皇后杯 JFA 全日本女子サッカー選手権大会
- 長野県高等学校総合体育大会陸上競技東信大会
- 東信中学校総合体育大会陸上競技大会

## アクセス

### 鉄道
- JR小海線・中込駅より徒歩約30分[4]
- JR小海線・滑津駅より徒歩約30分[4]

### 自動車
- JR小海線・中込駅より約10分（約3km）[1]
- JR小海線・北中込駅より約13分（約4.7 km）[1]
- 北陸新幹線、JR小海線・佐久平駅より約20分（約8.2 km）[1]
- 上信越自動車道・佐久インターチェンジより約15-20分（8.2 km）[1][4]
- 中部横断自動車道・佐久南インターチェンジより約13分（6.3 km）[1]

- J3リーグ開催時は、スタジアム至近の駐車場は関係者専用となり、一般車両の駐車はできない。中込駅近くや佐久市総合体育館周辺の駐車場を利用し、シャトルバスでアクセスする。

### その他
- AC長野パルセイロはホームゲーム開催時に中込駅などからシャトルバスを運行している。

## ギャラリー

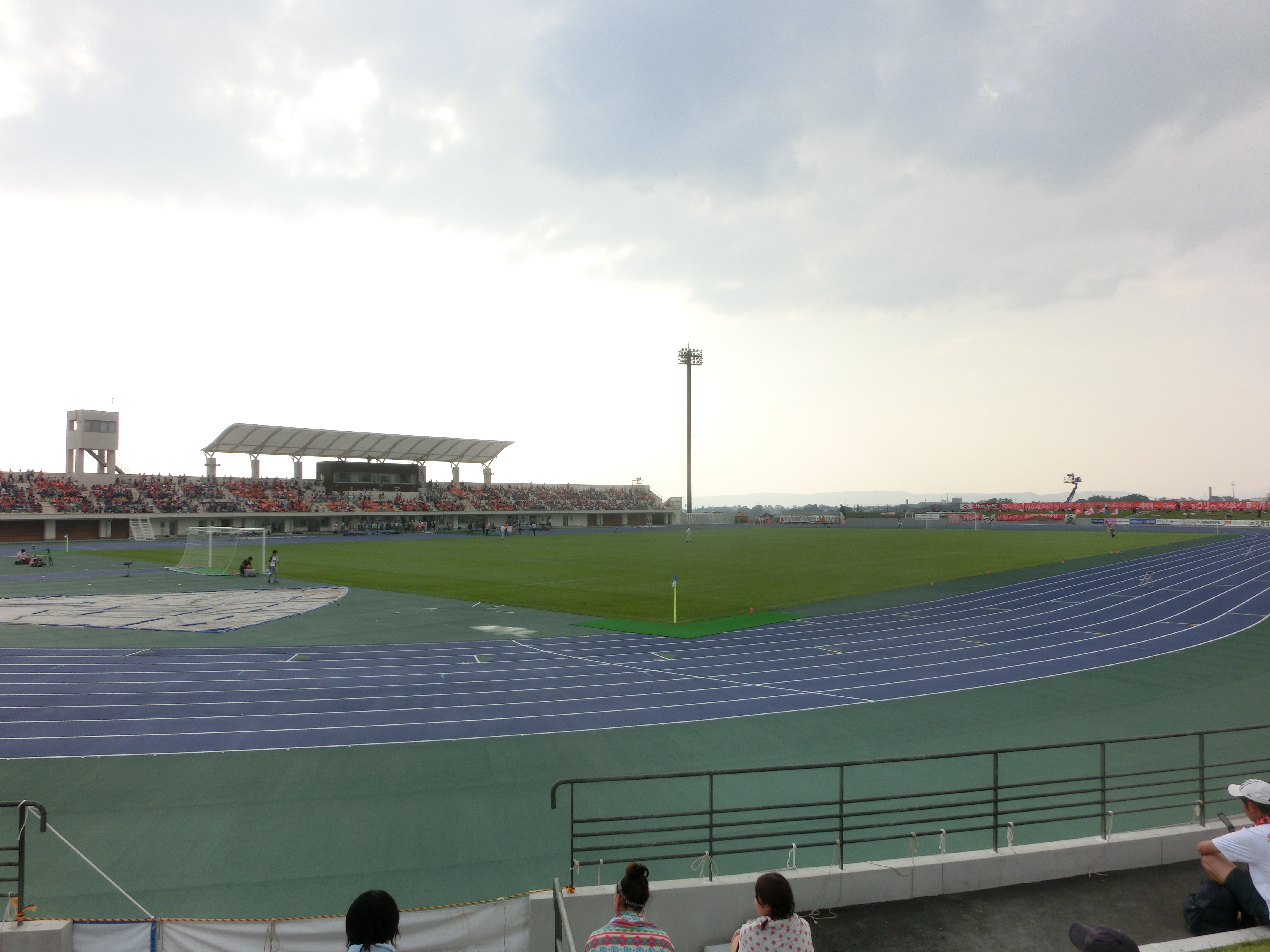
バックスタンドからメインスタンドを見る
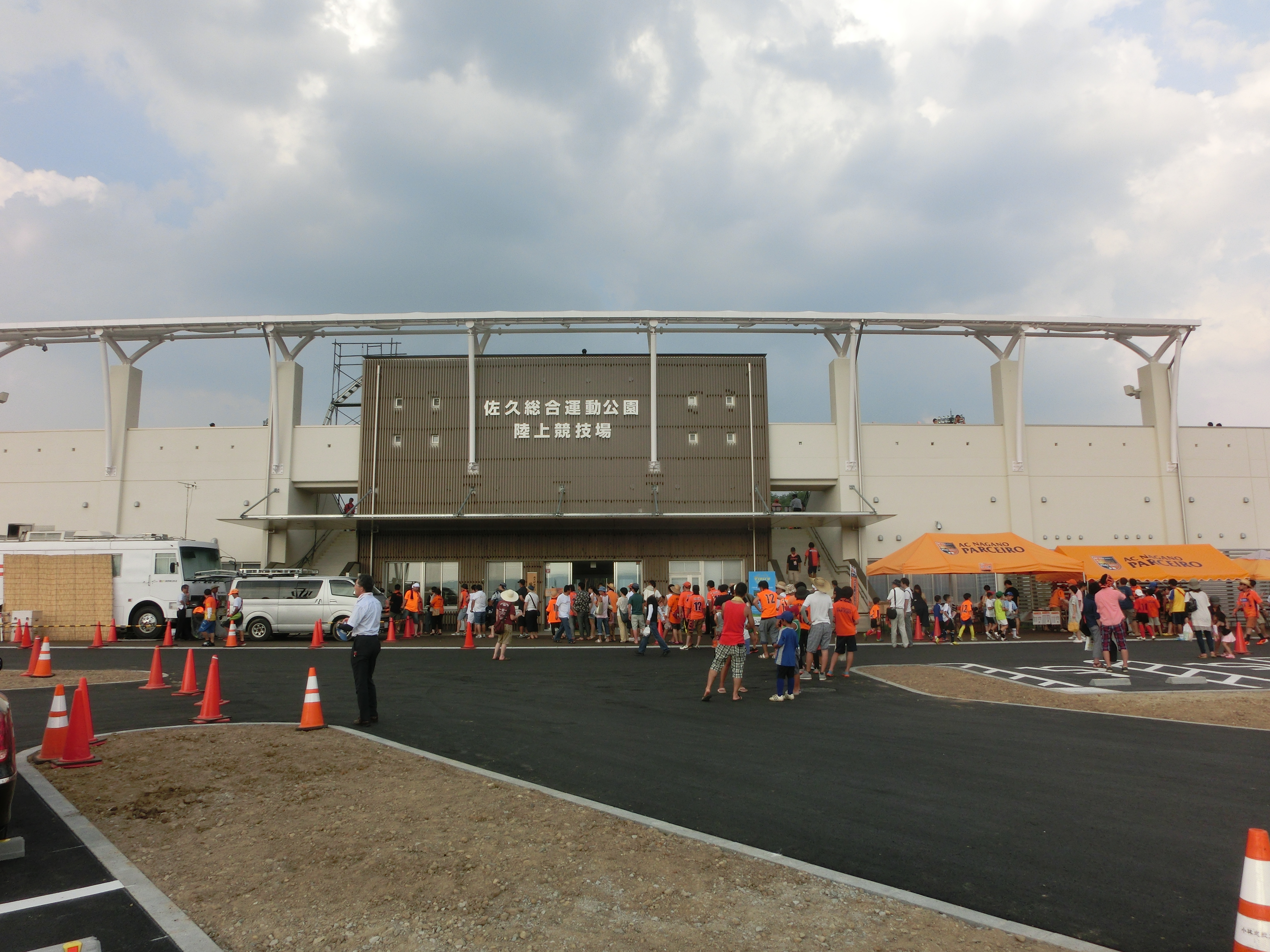
メインスタンド正面